# Aeroportul Minvoul
Aeroportul Minvoul (IATA: MVX, ICAO: FOGV) este un aeroport din Provincia Woleu-Ntem, Gabon ce deservește zona Minvoul⁠(d). A fost numit după zona deservită.
Situat la o altitudine de 600 m, aeroportul dispune de o singură pistă.